# Выблов, Василий Дмитриевич
Василий Дмитриевич Выблов (30 октября 1936 — 12 апреля 2011) — старший чабан госплемовцезавода «Советское руно» Министерства совхозов СССР, Ипатовский район, Ставропольский край. Герой Социалистического Труда (22.06.1983).

## Биография
Родился 30 октября 1936 года в отделении № 2 посёлка Советское Руно Ипатовского района ныне Ставропольского края в потомственной семье чабанов. Русский.
Отец погиб на фронте в декабре 1941 года под Москвой. Окончив начальную школу, с 12 лет пошёл работать. Возил воду, варил похлёбку собакам, кормил их, возил зерно для отары, затем начал пасти овец, прошёл первые азы чабанской науки. В 1953 году перешёл работать «третьяком», то есть третьим человеком в чабанской бригаде. 
С 1960 года – старший чабан госплемовцезавода «Советское руно» Ипатовского района Ставропольского края. За высокие достижения в развитии овцеводства неоднократно награждался орденами и медалями. 7 раз являлся участником Выставки достижений народного хозяйства (ВДНХ) СССР, награждался золотыми и серебряными медалями ВДНХ.
Указом Президиума Верховного Совета СССР от 22 июня 1983 года за выдающиеся достижения в развитии овцеводства и большой личный вклад в выполнение планов и социалистических обязательств по производству и продажи государству шерсти, выращиванию племенных животных Выблову Василию Дмитриевичу присвоено звание Героя Социалистического Труда с вручением ордена Ленина и золотой медали «Серп и Молот».
Жил в Ипатовском районе Ставропольского края.
Умер 12 апреля 2011 года. Похоронен в пос. Советское Руно Ипатовский район Ставропольский край.

## Награды
- Золотая медаль «Серп и Молот» (22.06.1983)
- Орден Ленина (23.12.1976)
- Орден Ленина (22.06.1983)
- Орден Трудового Красного Знамени (06.09.1973)
- Медаль «В ознаменование 100-летия со дня рождения Владимира Ильича Ленина» (6 апреля 1970)
- Медаль «За трудовое отличие»
- Медаль «Ветеран труда»

- медалями ВДНХ СССР:

## Память
- На могиле установлен надгробный памятник.
- На территории п. Советское Руно установлены памятники Героям Социалистического Труда [2].